# Гомер Візантійський
Гомер Візантійський — давньогрецький граматик і поет-трагік з м. Візантій, син Андромаха Філолога і поетеси Міро, який проживав у III ст. до н. е.
Мав також прізвисько Neoteros («Молодший»), щоб відрізняти його від старого Гомера.
Разом зі своїм головним суперником поетом Сосіфеєм (Sositheus) вважається одним із семи великих поетів і трагіків александрійського канону або «Александрійскої Плеяди» (названих на честь сузір'я із семи зірок), які жили при дворі Птолемея II Філадельфа у III столітті до н. е. Крім Гомера Візантійського і Сосіфея, туди входили Лікофрон, Філіск Керкірський, Александр Етолійський тощо. Науковцям не вдалося встановити точний список членів цієї групи. За різними версіями туди ещё могли входити Феокріт або Арат, або Нікандр.
Спеціалісти вважають, що Гомер Візантійський написав від 45 до 57 п'єс, усі вони зараз втрачені.
До наших днів збереглась лише назва однієї трагедії: «Евріпілія».